# 艾希 (琉森州)

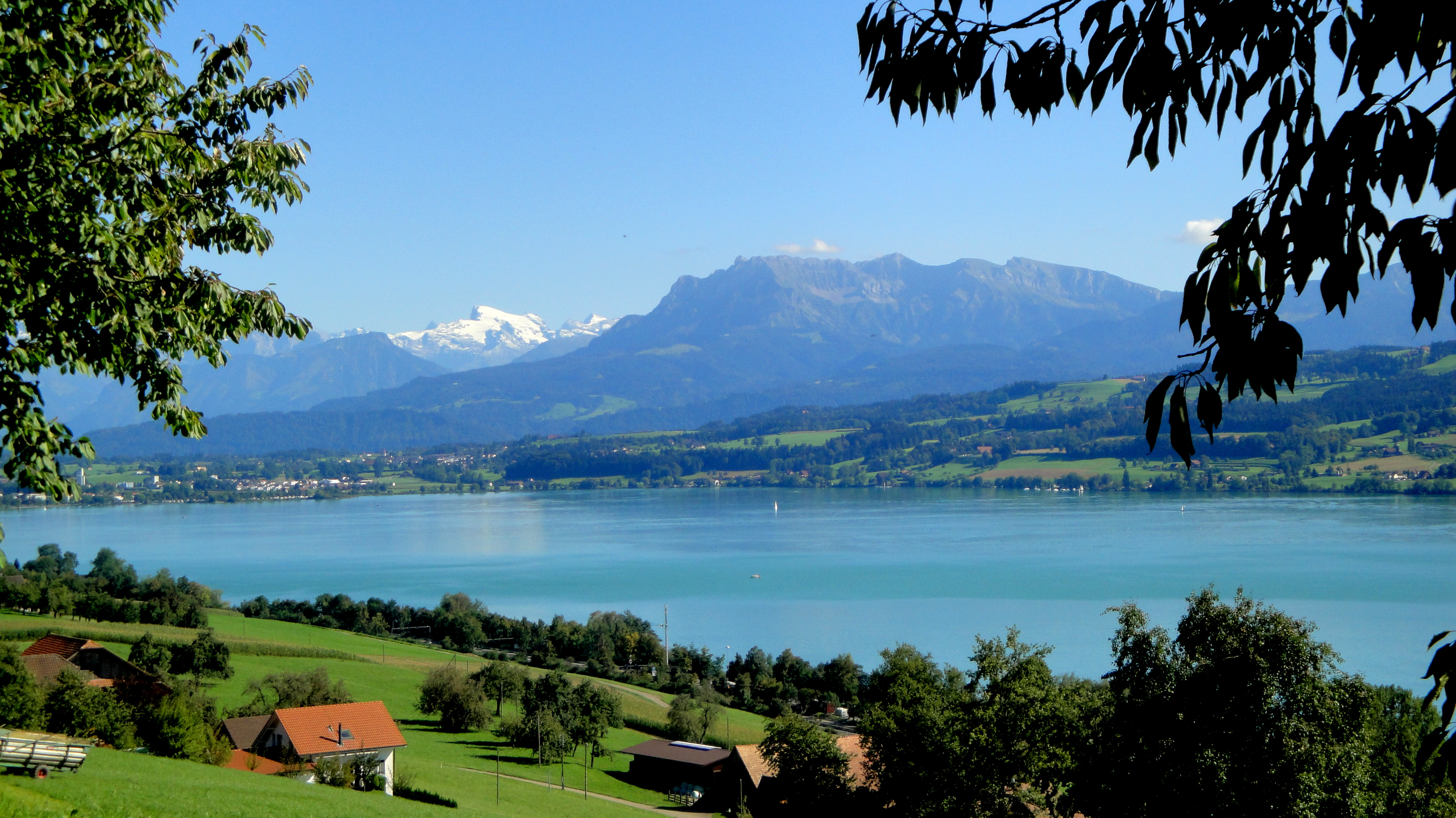

艾希是瑞士的城鎮，位於該國中部，由琉森州負責管轄，面積5.94平方公里，六成半土地是農業用地，海拔高度516米，2011年人口1,671，人口密度每平方公里281人。